# 俄罗斯沙皇国
俄罗斯沙皇国（羅馬化：Tsarstvo Russkoye；也译作沙皇俄国，简称沙俄或俄国；又名莫斯科沙皇國）是1547年至1721年間俄羅斯的國號，始於伊凡四世加冕沙皇後，終於彼得大帝變更頭銜為「全俄羅斯的皇帝」，並改国号为俄羅斯帝國。但在中文圈中“沙俄、沙皇俄國”一詞，也可以指代後來的俄羅斯帝國。沙俄自稱「第三羅馬」，但並未獲得當時歐洲人的廣泛接受，它把羅馬帝國視為“第一羅馬”，東羅馬帝國為“第二羅馬”，而自己為“第三羅馬”。

## 繼承拜占庭的傳統

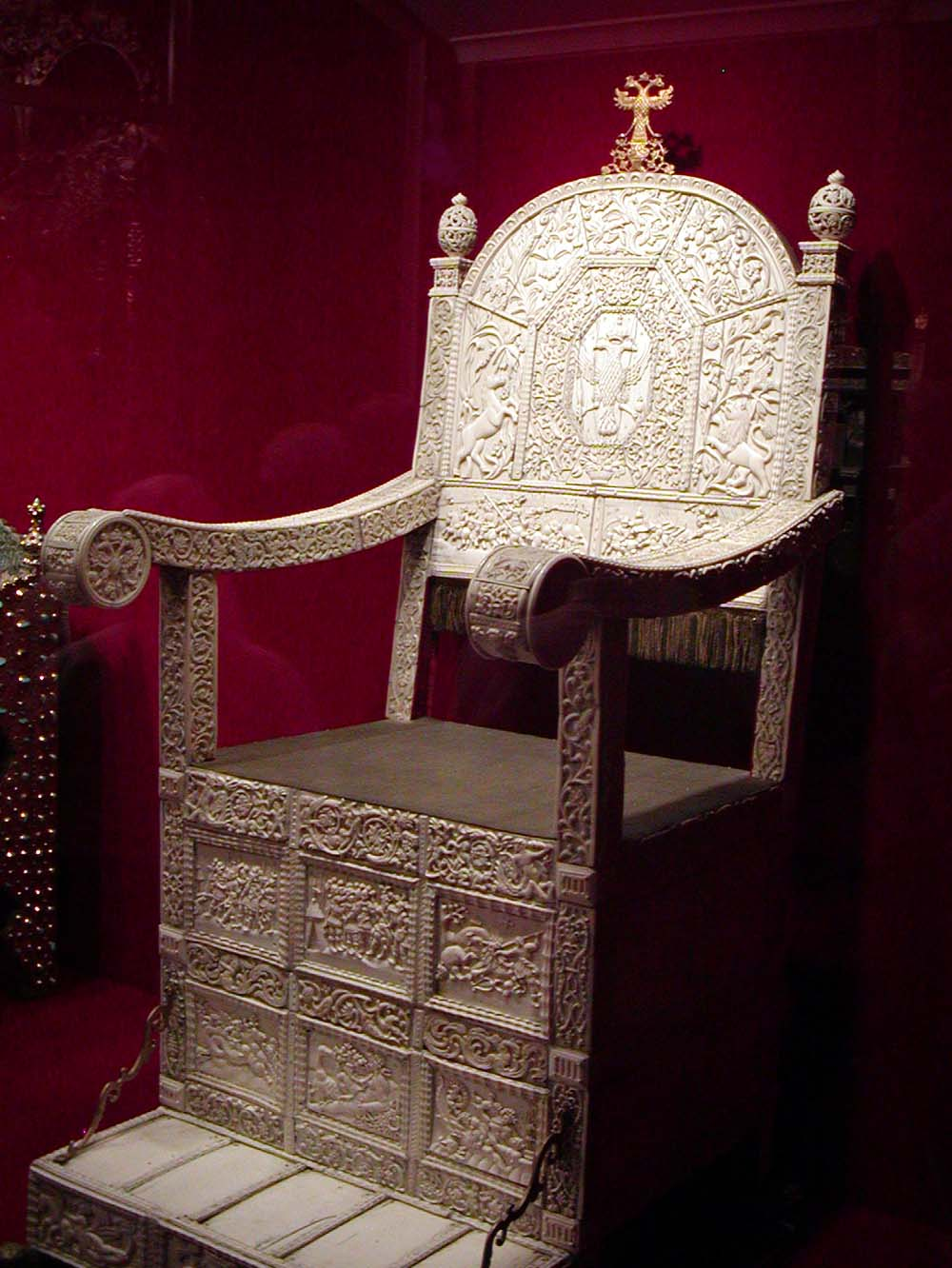
伊凡四世的象牙皇座

16世纪時，俄罗斯统治者使用了一個彰顯力量的、独裁的頭銜——沙皇（Tsar），由拉丁文Caesar（凱撒）的西里尔轉寫（與德語的Kaiser同源），一個原先用于羅馬帝國皇帝的稱呼。莫斯科大公试图强调他是一個与羅馬或拜占庭皇帝拥有同等地位的統治者。事实上，在伊凡三世与最后一个拜占廷公主索菲娅·巴列奥略成婚后，莫斯科朝廷經常以第三罗马自矜，大肆引入拜占廷的词汇、礼仪、官员头衔和标志（如双头鹰），以致最后拜占庭双头鹰成為俄罗斯国徽。
起初，凱撒頭銜仅為統治者冗長頭銜的一部分，但在伊凡四世统治时期（1533－1584）就搖身一變，变成至高无上的專制君主的意思。被加冕沙皇因此至少被俄罗斯正教会承认为皇帝。東正教牧首普斯科夫的斐洛菲斯便声明「从1453年君士坦丁堡陷落的那一刻起，俄罗斯沙皇是罗马与拜占庭帝国唯一的合法继承者，莫斯科是『第三个罗马』。」這个信念成为了随后几个世纪俄罗斯人的共识。

## 早期伊凡四世统治
沙皇独裁权力的发展在伊凡四世在位时期达到了顛峰。伊凡四世也以雷帝（他的俄语称号groznyi，意为“令人惧怕”）的称号广为人知。
伊凡将沙皇的地位强化到一种空前的程度，也展示出了没有约束的权力在一个精神不稳定的人手里有多大的风险。虽然伊凡很聪慧而精力充沛，他却饱受妄想和憂鬱症发作的困扰，而且在统治期间也常有极端暴力的举动。
1533年，伊凡四世成為莫斯科三大諸侯中最有權力的一個。

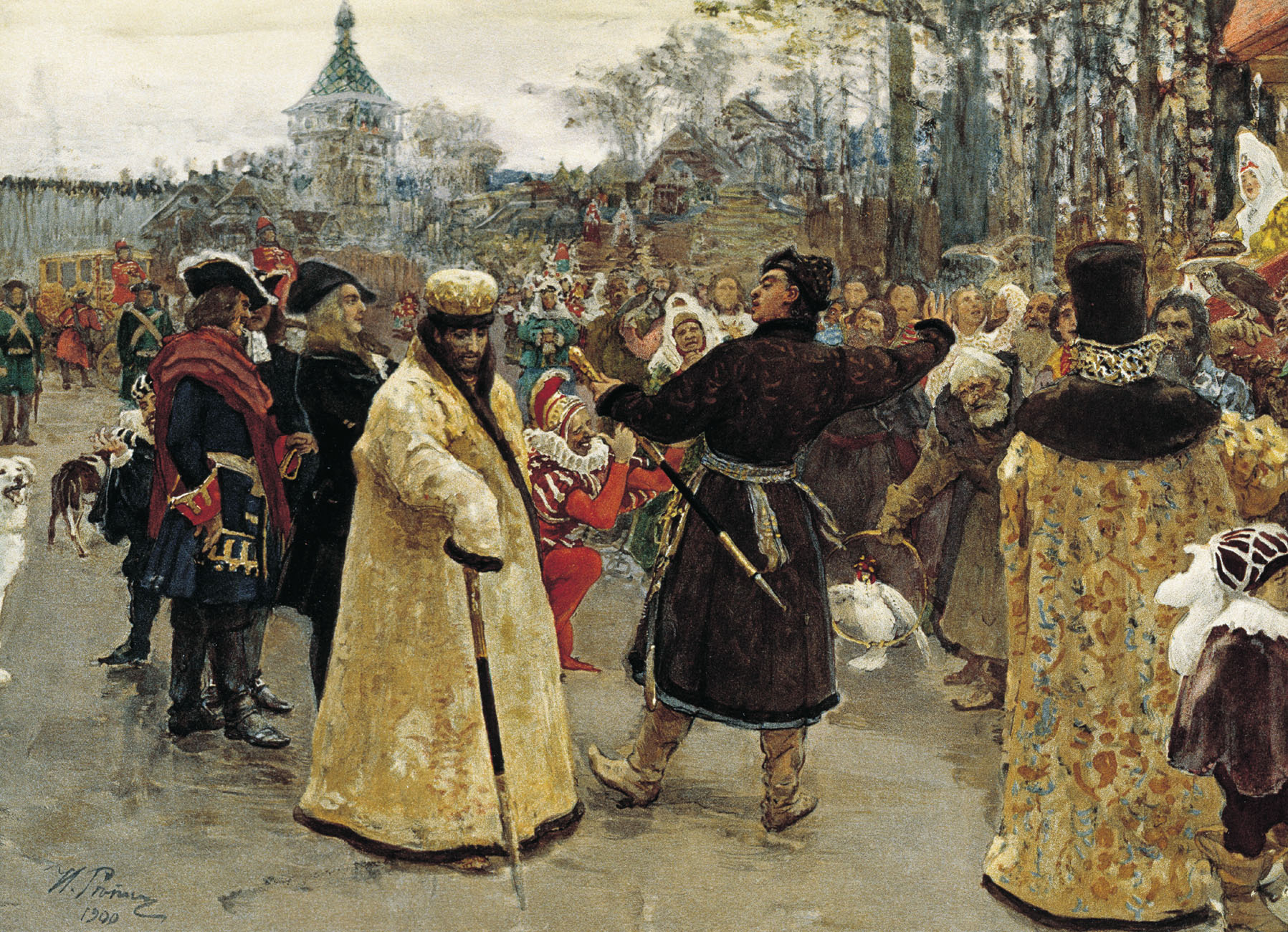
彼得大帝和伊凡五世，伊利亞·葉菲莫維奇·列賓绘。

## 动乱时代
1591年，俄罗斯沙皇费奥多尔一世的同父异母兄弟、有王位继承权的季米特里被鲍里斯·戈东诺夫秘密杀害。1604年，一个自称是季米特里的人出现，并且得到了波兰国王西吉斯蒙德三世的支持。1605年，戈东诺夫的儿子费奥多尔二世被杀，季米特里即位，史称“伪沙皇季米特里”或“伪季米特里”。
由于采取亲波兰的政策，伪季米特里触怒了俄罗斯大贵族。在大贵族瓦西里·舒伊斯基的率领下，季米特里被杀，舒伊斯基即位，号称瓦西里四世（1606—1610）。
1607年，另一个伪季米特里出现了，再次得到波兰的支持。1610年，波兰军队攻占莫斯科，舒伊斯基被杀。这一次，西吉斯蒙德想让自己的儿子弗瓦迪斯拉夫继承俄罗斯皇位，后来又改变主意想自己兼任俄罗斯沙皇。但是波兰入侵者在1612年被俄罗斯贵族们召集的军队驱逐。
1613年，全俄罗斯缙绅会议宣布立17岁的米哈伊尔·罗曼诺夫为沙皇。罗曼诺夫王朝开始。

## 占领烏克蘭

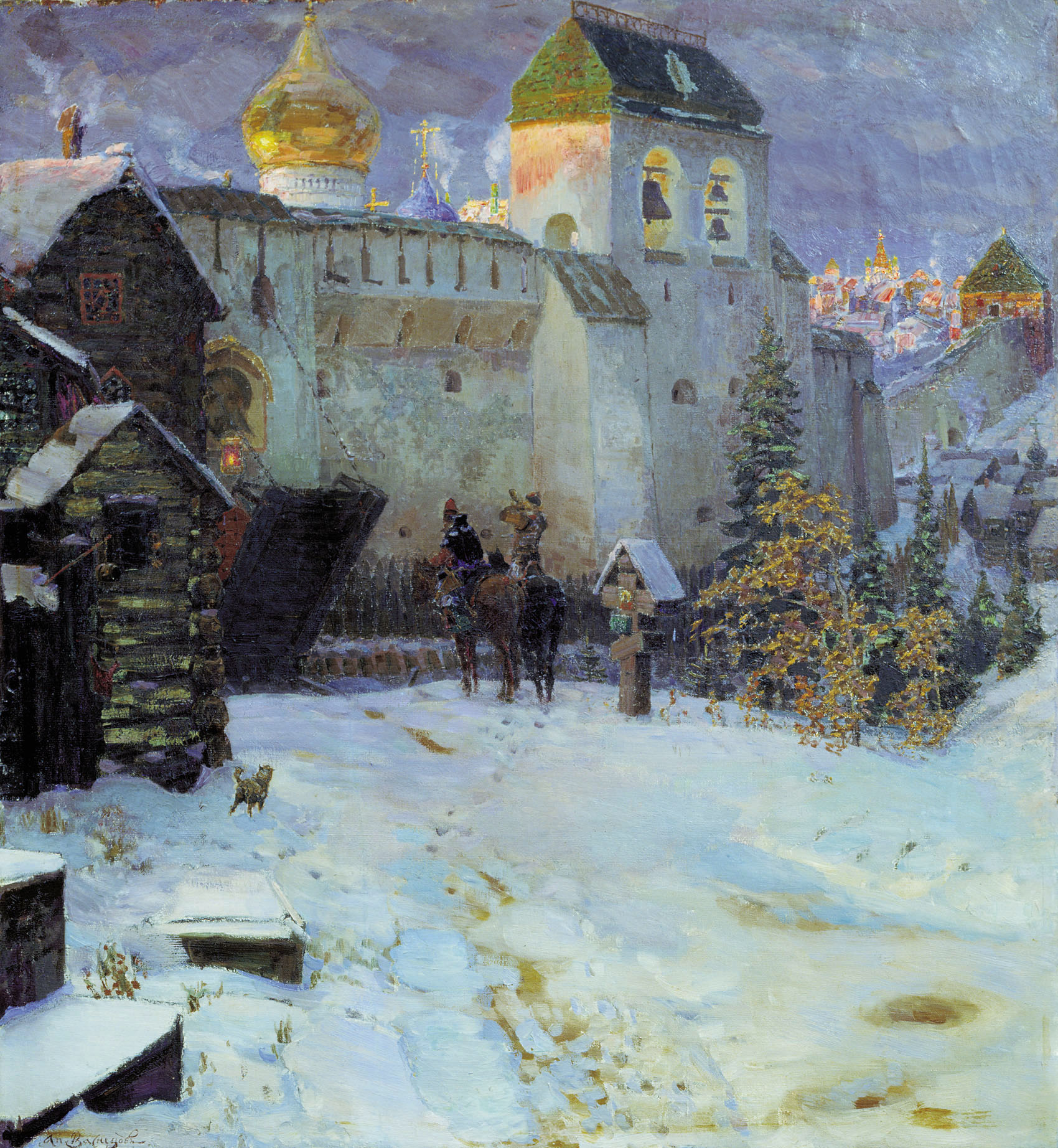
俄羅斯古鎮

17世紀，俄羅斯向烏克蘭東部進攻，國界開始與波蘭立陶宛聯邦接鄰。
1654年，烏克蘭領袖博格丹·赫梅利尼茨基希望烏克蘭可以受到俄羅斯阿列克谢一世保護，阿列克谢接受，並簽署佩列亚斯拉夫条约，而後在俄波战争中擊敗波蘭。

## 文化與宗教傳播
俄羅斯在向西南擴張的途中，與羅馬天主教以及波蘭反宗教組織有密切聯繫，亦帶來了西方學術。大多數烏克蘭人信奉東正教，因此透過基輔學院，俄羅斯可以與波蘭以及中歐地區與其他東正教國家聯繫。

## 征服西伯利亞

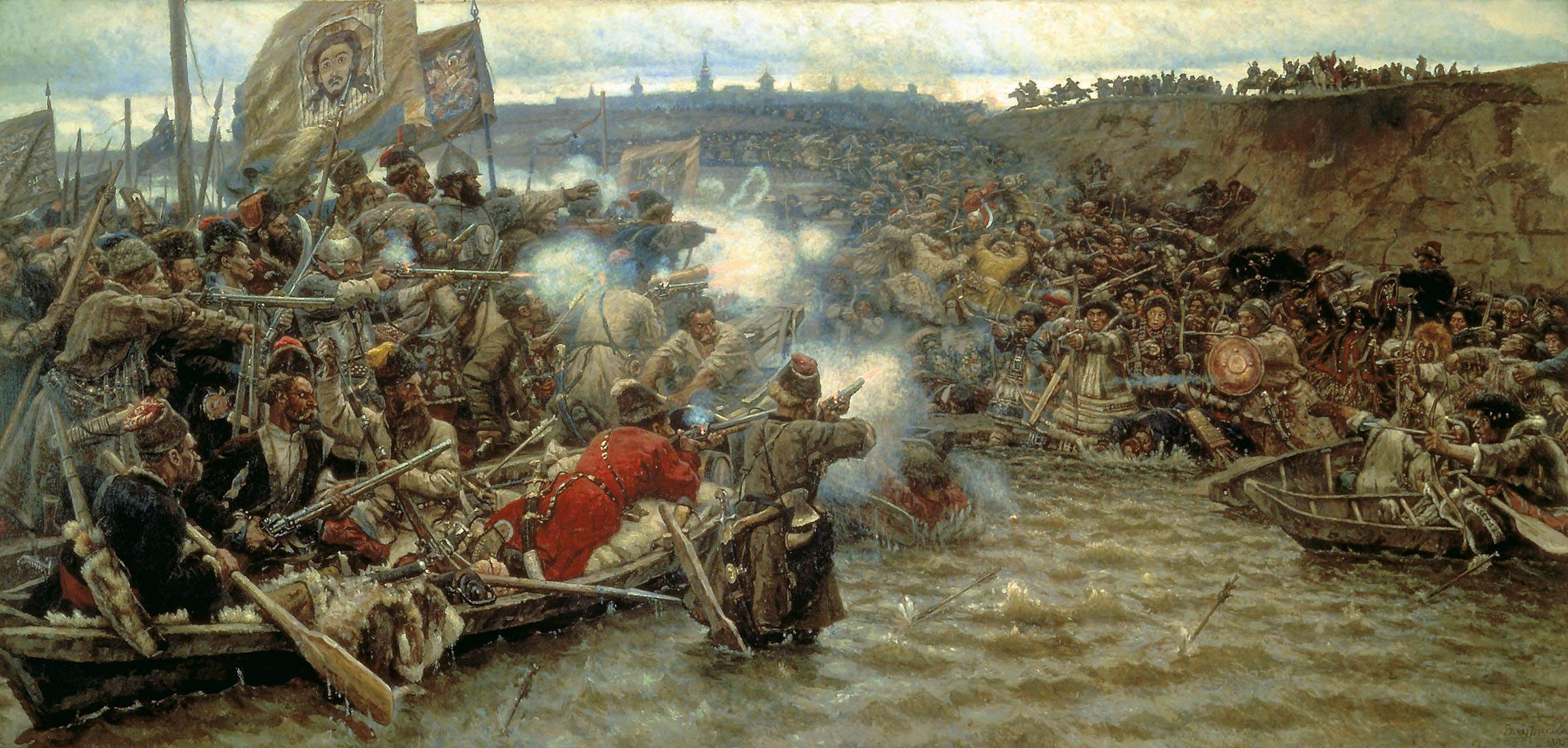
西伯利亞東征油畫，蘇里科夫

俄羅斯在東征途中只遇到了小規模的反抗。西元1581年，商人斯特羅加諾夫家族進行羽絨貿易，招聘哥薩克領袖葉爾馬克·齊莫菲葉維奇，開始向西伯利亞進攻。葉爾馬克打敗了西伯利亞汗國，將國界伸延至鄂畢河及额尔齐斯河，後俄軍繼續東進，吞併了衰退中的瓦剌汗國，此汗國原為上世紀明朝的重要边患。
東征隊伍以曼卡則亞為根據地，商人、貿易家及探險家由鄂畢河延伸至葉尼塞河，再向東至太平洋的勒拿河。1648年，哥薩克人謝苗·伊凡諾維奇·迭日涅夫率先橫渡太平洋，前往美洲大陸。17世紀中期，俄羅斯已在黑龍江駐紮，並與中國接觸。
西元1689年，俄羅斯在與清朝的衝突後與康熙皇帝簽署尼布楚條約，在條約中中國收復了黑龍江以南的領土，而贝加尔湖以東為俄羅斯所有，與中國貿易的路線也借道此區。签约后在這一世紀期間，俄羅斯與清朝尚能維持和睦關係。

## 國家象征
- 俄羅斯沙皇國的國旗，1693年
- 俄羅斯沙皇國的國徽，1667年

### 引用
1. 1 2  . www.tacitus.nu.   [2018-03-04]. （原始内容存档于2018-01-08）.